# دهدز
دِهدِز مرکز شهرستان دزپارت در استان خوزستان است.

## مردم و زبان
مردم شهر دهدز لر بختیاری  هفت لنگ هستند و به زبان لری بختیاری سخن می‌گویند.

## موقعیت جغرافیایی
دهدز در ۵۰ درجه و ۲۴ دقیقهٔ شرقی از نصف النهار گرینویچ، و ۳۱ درجه و ۵۹ دقیقهٔ عرض شمالی در یک منطقهٔ کوهستانی از سلسله جبال زاگرس واقع شده است.
این شهر از شمال شرقی به استان چهارمحال و بختیاری، از جنوب شرقی به استان کهگیلویه و بویراحمد، از غرب و شمال غربی به شهرستان ایذه و از جنوب به شهرستان باغملک محدود می‌شود.
فاصله شهر دهدز تا مرکز استان خوزستان (اهواز)، ۲۲۵ کیلومتر و تا مرکز استان چهارمحال و بختیاری (شهرکرد) ۱۹۰ کیلومتر و تا مرکز استان اصفهان (اصفهان) ۲۷۰ کیلومتر است.
منطقه کهنسال دزپارت که مرکز آن شهر دهدز است، از سال ۱۳۱۱ خورشیدی عنوان بخش بودن را به یدک می‌کشید، که با پیگیری‌های نماینده وقت ایذه و باغ‌ملک به شهرستان تبدیل شد.

## مرگ اهالی دهدز
بی‌توجهی شرکت توسعه منابع آب و نیروی ایران بر انجام تعهدات قانونی در خصوص ترمیم راه‌های روستایی مستغرق در دریاچه سد کارون ۳، موجب غرق شدن یک مینی‌بوس و مرگ ۱۲ زن و کودک از روستائیان بختیاری بخش دهدز شهرستان ایذه در تاریخ ۹ مرداد ۱۳۹۲ شد. از زمان آبگیری سد کارون ۳ در سال ۱۳۸۳ و زیر آب رفتن پل قدیمی «گدار شهپیر»، روستائیان و عشایر بختیاری ساکن روستاهای «سادات حسینی» در شمال شرقی ایذه، در بن‌بست گرفتار شده‌اند. شرکت توسعه منابع آب و نیروی ایران (آب و نیرو) به تعهدات خود برای احداث راه‌های روستایی که در اثر عملیات سدسازی تخریب شده و به زیر آب رفته‌اند عمل نکرده و در عوض، با قرار دادن یدک‌کش، اقدام به جابجایی مینی بوس‌های حامل مسافر می‌نماید. ازسوی استاندار خوزستان یک روز عزای عمومی در ایذه اعلام شد این حادثه واکنش شدید نمایندگان مجلس را در پی داشت. حجت اله درویش پور نماینده مردم ایذه و باغملک از بی‌توجهی وزارت نیرو به اخطارها انتقاد و وزارت نیرو را مقصر حادثه دانست هیچ دستگاهی مسولیت این حادثه را بر عهده نگرفت و حاضر به عذر خواهی از مردم داغدیده نشد. حتی استاندار خوزستان به ایذه نرفت. پس از تناقض گویی‌های آشکار سرانجام سازمان آب و برق خوزستان راننده مینی بوس روستا را مقصر حادثه اعلام کرد. اما مسئولان انتظامی علت حادثه را «واژگونی لنج» اعلام کردند. رئیس قوه قضاییه ایران روز شنبه، ۱۲ مرداد غلامحسین محسنی اژه‌ای، دادستان کل کشور را مأمور تحقیق دربارهٔ حادثه کرد. کمال موسوی، امام جمعه ایذه در خطبه‌های نماز جمعه ۱۱ مرداد به شدت از انجام نشدن وعده مسئولان انتقاد کرد و گفت به ایذه و مردم ایذه خیانت شد و مسئولین با بی‌توجهی و بی‌مسئولیتی به ایذه خیانت کردند. همچنین وی گفت :
اسرائیل هم اینگونه غزه را در محاصره قرار نداده بود که برخی مسئولین وزارت نیرو و استانداری خوزستان و به خصوص مسئولین شرکت دولتی آب و نیرو، مردم دنباله رود و سادات برحق حسینی را در محاصره قرار دادند و هر از چند گاهی باید شاهد مرگ این عزیزان باشیم. اگر اجازه می‌دادند، امروز کفن پوش به صحنه می‌آمدم تا مسئولان در اهواز و تهران بدانند که بر مردم ایذه و دهدز چه می‌گذرد و دچار چه فلاکت‌هایی هستند
.
در اقدامی بی‌سابقه کمیته‌ای مستقل و غیردولتی گزارشی از حادثه منتشر کرد که ابعاد آن را به دور از سانسورهای معمول بررسی کرد.

## گردشگری

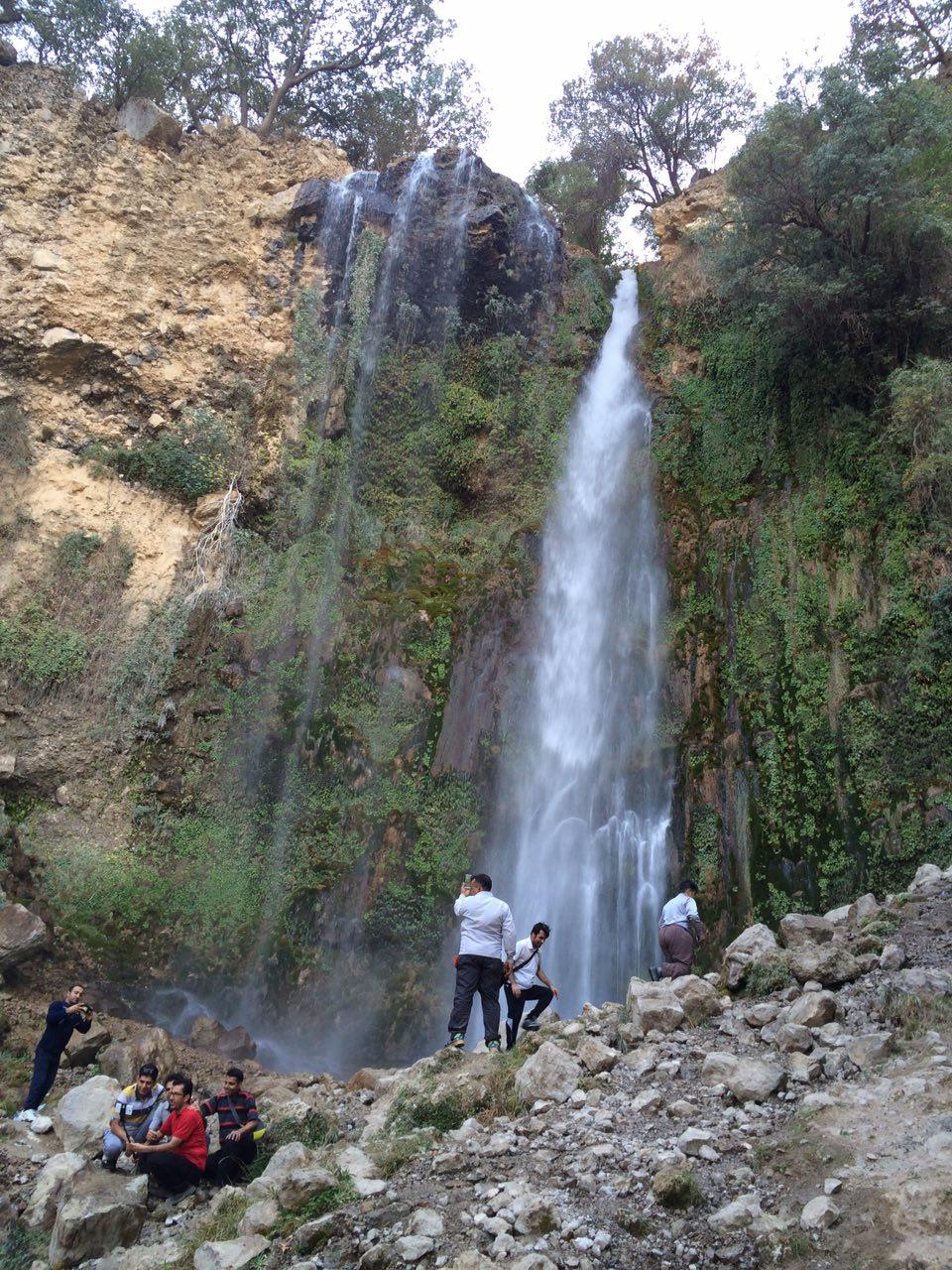
آبشار شیوند واقع در روستای شیوند

## آثار باستانی دهدز
قلعه باباخان و امام قلی خان
این قلعه سالیان دور  به‌دلیل شیوع بیماری مالاریا خالی از سکنه شد و پس از سالهای متمادی  به‌دلیل سهل انگاری تخریب گردید دو نفر از فرزندان امام قلی خان نیز در این قلعه به قتل رسیدند
```
 همچنین می‌توان به کاروانسرای دهدز که یادگار ساسانیان است اشاره کرد
```

آثار بجا مانده از قلعه در منطقه کنونی داوودی‌ها (کوی سعدی کنونی) وجود دارد

قلعه باباخان و امام قلی خان واقع در شهر دهدز ازجمله آثار باستانی مانده از گذشته می‌باشد